# 日詰町
日詰町（ひづめまち）は、昭和30年（1955年）まで岩手県紫波郡にあった町。現在の紫波町日詰および日詰西・紫波中央駅前にあたる。

## 沿革
- 明治22年（1889年）4月1日 - 町村制施行にともない、日詰新田村に桜町村の一部を併せて町制施行し、日詰町が発足。
- 昭和30年（1955年）4月1日 - 赤石村・赤沢村・佐比内村・志和村・長岡村・彦部村・古館村・水分村と合併し、紫波町となる。

## 行政

### 歴代町長
| 代 | 氏名         | 就任                      | 退任                       | 備考 |
| -- | ------------ | ------------------------- | -------------------------- | ---- |
| 1  | 関徳次郎     | 明治22年（1889年）5月13日 | 明治29年（1896年）9月10日  |      |
| 2  | 清見与三郎   | 明治29年（1896年）9月20日 | 明治31年（1898年）3月31日  |      |
| 3  | 山本喜兵衛   | 明治31年（1898年）4月4日  | 明治32年（1899年）3月31日  |      |
| 4  | 平井八十八   | 明治32年（1899年）4月13日 | 明治33年（1900年）4月22日  |      |
| 5  | 田村伴五郎   | 明治33年（1900年）5月9日  | 明治34年（1901年）1月4日   |      |
| 6  | 平井八十八   | 明治34年（1901年）2月15日 | 明治34年（1901年）5月23日  | 再任 |
| 7  | 藤滝七太郎   | 明治34年（1901年）8月14日 | 明治34年（1901年）9月8日   |      |
| 8  | 内川康蔵     | 明治34年（1901年）9月14日 | 明治38年（1905年）9月13日  |      |
| 9  | 金子七郎兵衛 | 明治39年（1906年）7月31日 | 明治43年（1910年）1月10日  |      |
| 10 | 山本喜兵衛   | 明治43年（1910年）6月8日  | 大正5年（1916年）3月25日   | 再任 |
| 11 | 金子慶之助   | 大正5年（1916年）5月15日  | 大正6年（1917年）11月29日  |      |
| 12 | 新渡戸米八   | 大正7年（1918年）3月28日  | 大正8年（1919年）7月30日   |      |
| 13 | 鎌田馨蔵     | 大正8年（1919年）7月31日  | 大正13年（1924年）4月4日   |      |
| 14 | 金子伝蔵     | 大正13年（1924年）4月16日 | 昭和2年（1927年）11月1日   |      |
| 15 | 藤根新太郎   | 昭和2年（1927年）11月2日  | 昭和14年（1939年）11月1日  |      |
| 16 | 菱川鋭夫     | 昭和14年（1939年）11月2日 | 昭和21年（1946年）11月18日 |      |
| 17 | 堀内孫十郎   | 昭和22年（1947年）4月5日  | 昭和30年（1955年）3月31日  |      |

## 交通

### 鉄道
- 国鉄東北本線 - 駅なし
平成10年（1998年）、旧日詰町域に紫波中央駅が開業。